# Kocioł Duży
Kocioł Duży ist ein Dorf in der polnischen Woiwodschaft Ermland-Masuren, das zur Gmina Pisz (Stadt- und Landgemeinde Johannisburg) im Powiat Piski (Kreis Johannisburg).

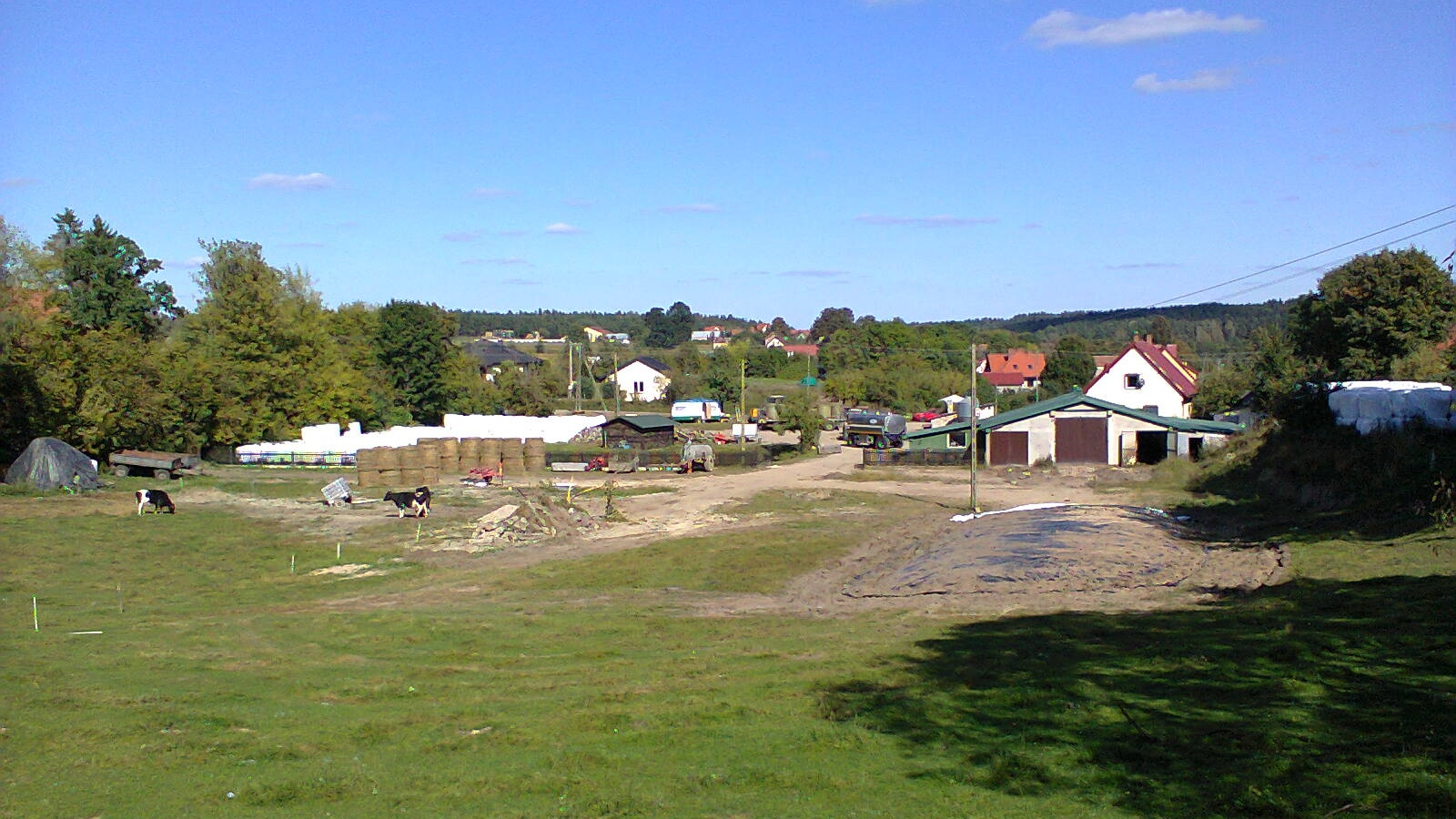
Blick auf Kocioł Duży

## Geographische Lage
Kocioł Duży liegt in der östlichen Woiwodschaft Ermland-Masuren, neun Kilometer östlich der Kreisstadt Pisz (Johannisburg).

## Geschichte
Über die Geschichte des im Jahr 2011 insgesamt 249 Einwohner zählenden Dorfes gibt es keine Belege, auch nicht über die Zeit vor 1945. Es besteht zwar ein Namensbezug zu dem lediglich eineinhalb Kilometer nordwestlich gelegenen Ort Kocioł, dessen deutscher Name „Groß Kessel“ die genaue Übersetzung des polnischen Namens „Kocioł Duży“ ist, doch ist eine Verbindung über den polnischen Namen hinaus Spekulation. Es besteht auch durchaus die Möglichkeit, dass das Dorf erst nach 1945 entstanden ist.
Kocioł Duży ist Sitz eines Schulzenamtes (polnisch Sołectwo) und damit eine Ortschaft der Stadt- und Landgemeinde Pisz (Johannisburg) im Powiat Piski (Kreis Johannisburg), vor 1998 der Woiwodschaft Suwałki, seither der Woiwodschaft Ermland-Masuren zugehörig.

## Religionen
Die Pfarrkirchen für die katholischen wie evangelischen Kirchenglieder befinden sich in der Kreisstadt Pisz, die zum Bistum Ełk der Römisch-katholischen Kirche in Polen bzw. zur Diözese Masuren der Evangelisch-Augsburgischen Kirche in Polen gehören.

## Verkehr
Kocioł Duży liegt an der polnischen Landesstraße 58, die durch das südliche Masuren bis in die Woiwodschaft Podlachien verläuft. Von Süden kommend endet eine regionale Nebenstraße im Ort, ebenso eine Landwegverbindung vom nordwestlich gelegenen Ort Kocioł.
Die nächste Bahnstation ist Stare Guty (Gutten, Ksp. Johannisburg) und liegt an der Bahnstrecke Olsztyn–Ełk (deutsch Allenstein–Lyck).